# Please Come Home for Christmas
«Please Come Home for Christmas» es una canción navideña realizada en 1960 por el cantante y pianista americano de blues Charles Brown. Aterrizando en la lista de Billboard’s Hot 100 en diciembre de 1961, la canción compuesta por Brown y Gene Redd llegó a la posición #76. Apareció en la lista de Christmas Singles durante nueve años, llegando al #1 en 1972. Incluye buen número de características de la música navideña, como múltiples referencias a la Navidad y tradiciones navideñas, así como el uso del sonido de campanas, creadas usando un piano al comienzo de la canción. A esta canción se la conoce también como "Bells Will Be Ringing", que son las cuatro primeras palabras de la letra.

## Versión de Eagles
En 1978, la banda de rock Eagles versionaron y grabaron la canción como sencillo de vacaciones. Esta versión llegó al #18 en la lista estadounidense Billboard Hot 100, siendo la primera canción navideña en alcanzar el Top 20 desde que en 1963 lo logró Roy Orbison con su canción Pretty Paper". Fue la primera canción del grupo en contar entre sus filas con Timothy B. Schmit al bajo (reemplazando al miembro fundador Randy Meisner el año anterior). La formación incluía a Don Henley (batería y voces), Glenn Frey (piano y coros), Joe Walsh (guitarra y coros), Schmit (bajo y coros), y Don Felder (guitarra principal). Originalmente lanzado como un sencillo en vinilo de 7", se volvió a editar como sencillo en CD en 1995, alcanzando el #15 en la lista Billboard Adult Contemporary. Esta versión incluía la línea "bells will be ringing the sad, sad news", en oposición a algunas otras versiones que hacen referencia a "glad, glad news."

## Versión de Jon Bon Jovi
Jon Bon Jovi también versionó la canción para su álbum de 1992, A Very Special Christmas 2. Se hizo un video promocional del tema que incluía a la supermodelo Cindy Crawford para acompañar el lanzamiento. En 1994 la misma grabación se editó como sencillo de caridad en Europa, pero esta vez se acreditó al grupo Bon Jovi y no como grabación en solitario de Jon Bon Jovi. Esta versión de 1994 alcanzó el Top 10 tanto en las listas de Reino Unido como en Irlanda.

## Otras versiones
La canción también ha sido versionada por artistas de varios géneros incluyendo a 
Johnny Adams, Fiona Apple, Pat Benatar, James Brown, Kelly Clarkson, Harry Connick, Jr., Dion, Fats Domino, The Galaxies, Josh Gracin, Cee Lo Green, Heart, Toby Keith, B. B. King, Lady Antebellum, Melissa Manchester, Martina McBride, Jesse McCartney, Willie Nelson, Aaron Neville, Christina Perri, The Platters, Grace Potter and the Nocturnals, Darius Rucker, Southside Johnny, Little Johnny Taylor, Clay Walker, y Edgar y Johnny Winter

## Posiciones en listas de éxitos

### Charles Brown
| Lista (1962)           | Mejor posición |
| ---------------------- | -------------- |
| U.S. Billboard Hot 100 | 76             |

### Eagles
| Lista (1978)                                 | Mejor posición |
| -------------------------------------------- | -------------- |
| U.S. Billboard Hot 100                       | 18             |
| U.K. Singles Charts                          | 30             |
| Lista (1995)                                 | Mejor posición |
| U.S. Billboard Hot Adult Contemporary Tracks | 15             |
| Lista (2005)                                 | Mejor posición |
| U.S. Billboard Hot Digital Songs             | 74             |

### Bon Jovi
| Lista (1994)                                        | Mejor posición |
| --------------------------------------------------- | -------------- |
| Finlandia (Suomen virallinen lista)                 | 20             |
| Irlanda (IRMA)                                      | 6              |
| Sencillos Reino Unido (The Official Charts Company) | 7              |

### Gary Allan
| Lista (1997)                       | Mejor posición |
| ---------------------------------- | -------------- |
| Estados Unidos (Hot Country Songs) | 70             |

### Lee Roy Parnell
| Lista (1997)                       | Mejor posición |
| ---------------------------------- | -------------- |
| Estados Unidos (Hot Country Songs) | 71             |

### Willie Nelson
| Lista (2004)                       | Mejor posición |
| ---------------------------------- | -------------- |
| Estados Unidos (Hot Country Songs) | 50             |

### Josh Gracin
| Lista (2006)                       | Mejor posición |
| ---------------------------------- | -------------- |
| Estados Unidos (Hot Country Songs) | 51             |

### Martina McBride
| Lista (2011–2012)                  | Mejor posición |
| ---------------------------------- | -------------- |
| Estados Unidos (Hot Country Songs) | 51             |

### Kelly Clarkson
| Lista (2013–14)                          | Mejor posición |
| ---------------------------------------- | -------------- |
| Canada AC (Billboard)                    | 14             |
| South Korea International Singles (GAON) | 97             |
| Estados Unidos (Adult Contemporary)      | 6              |
| US Holiday Digital Songs (Billboard)     | 14             |